# 麥卡利 (密西西比州)
麥卡利（英語：McCarley）是位於美國密西西比州卡羅爾縣的非建制地區。

## 歷史
麥卡利的郵局自1890年營運至今。。

## 地理
麥卡利所處的海拔為高於海平面86米（即282英呎），而該地所採用的時區為UTC-6，即北美中部時區（CST）。同時該地設有夏令時間，為UTC-6調快一小時，即UTC-5（CDT）。